# Ammutinamento del Bounty
L'ammutinamento del Bounty, avvenuto nel 1789, è il più famoso atto di sedizione nella storia della marina del Regno Unito. Da esso sono state tratte diverse trasposizioni cinematografiche e un racconto di Jules Verne, I ribelli del Bounty.

## IlBountye la sua missione
Lista completa dell'equipaggio; in corsivo gli ammutinati. 

Ufficiali 
 tenente (comandante) William Bligh 
 mastro (primo ufficiale) John Fryer 
 medico di bordo Thomas Huggan 
 aiutante mastro (secondo ufficiale) Fletcher Christian 
 aiutante mastro (terzo ufficiale) William Elphinstone
Guardiamarina 
 John Hallet 
Thomas Hayward 
 Peter Heywood 
 George Stewart 
Robert Tinkler
Edward Young

Sottufficiali
 nostromo William Cole 
 Peter Linkletter 
 John Norton 
George Simpson
James Morrison
John Mills
Charles Norman
Thomas McIntosh
Lawrence Lebogue
Charles Churchill
Josheph Coleman
Thomas Denman Ledward
 capo artigliere William Peckover
 carpentiere William Purcell 
John Samuel
John Smith

Marinai
Henry Hillbrant
Thomas Hall
Robert Lamb
William Muspratt
Thomas Burkett
Michael Byrn
Thomas Ellison
William McCoy
Isaac Martin
John Millward
Matthew Quintal
Richard Skinner
Alexander Smith
John Sumner
Mathew Thompson
James Valentine
John Williams
David Nelson, botanico (civile)
William Brown, assistente giardiniere
Il Bounty, un vascello mercantile armato con quattro cannoni, salpò da Spithead il 23 dicembre 1787, con l'intenzione di raggiungere Tahiti doppiando Capo Horn. L'ordine di partire, arrivato in ritardo rispetto alle speranze dell'ufficiale comandante, il tenente William Bligh, rese di fatto impossibile seguire tale rotta a causa del maltempo. Così, dopo aver tentato per trentun giorni di doppiare il capo, Bligh dovette invertire la rotta e dirigersi verso Tahiti navigando verso est.
Durante il viaggio furono avvistate le isole Bounty, al largo della Nuova Zelanda, che Bligh così chiamò in onore della propria nave. Durante la traversata morì un membro dell'equipaggio, James Valentine, a causa delle inadeguate cure del medico di bordo, l'alcolizzato dottor Huggan. Dopo un lungo e difficile viaggio, Tahiti venne raggiunta e grazie agli ottimi rapporti di Bligh con il re e la regina di Otaheite la nave fu riempita di centinaia di piante e, inoltre, i contatti dei marinai e alcuni ufficiali con la popolazione si fecero sempre più stretti, con la libertà sessuale delle donne di Tahiti che sconvolse i membri dell'equipaggio.

## L'ammutinamento
Durante il viaggio di ritorno una parte dell'equipaggio con alcuni ufficiali, tra cui spiccano il secondo ufficiale Fletcher Christian e il guardiamarina Peter Heywood, stanchi della vita di bordo e con il pensiero ancora alle fanciulle polinesiane, si ammutinarono alle angherie del comandante il 28 aprile 1789. Bligh fu condotto sul ponte ancora in camicia da notte sotto la minaccia di una baionetta puntatagli contro dall'ufficiale Christian. Sul ruolo avuto da ciascuno degli altri quarantadue uomini dell'equipaggio vi sono testimonianze contrastanti: diciassette si ammutinarono, due non si schierarono e ventitré restarono fedeli al comandante. All'ultimo tentativo di Bligh di fare cambiare idea al suo sequestratore, pare che Christian abbia risposto: «Sono all'Inferno, all'Inferno!» ("I'm in hell, in hell!"), mentre stando alla lettera scritta da Bligh alla moglie da Timor Est (che costituisce il primo resoconto dell'ammutinamento), Christian si sarebbe limitato a un prosaico: "Not a word, Sir, or you're dead" («Non una parola, Signore, o siete morto»).
     Rotta del Bounty a Tahiti e al luogo dell’ammutinamento
     Percorso del Bounty dopo l’ammutinamento, al comando di Christian
     Tragitto della scialuppa di Bligh nel viaggio a Coupang
Christian e i suoi uomini, una volta preso il comando della nave, abbandonarono il capitano Bligh in una lancia (un'imbarcazione non pontata, lunga sette metri e larga due) assieme a diciotto membri dell'equipaggio rimastigli fedeli: fecero vela per Tahiti al grido, come dichiarò Bligh, di "Huzzah for Otaheite" («Urrà per Tahiti»).
Alcuni membri dell'equipaggio che non vollero ammutinarsi furono trattenuti a forza, alcuni per le loro competenze specializzate indispensabili al governo della nave, altri perché la lancia era piena e non poteva imbarcare più uomini. Questi si affrettarono a gridare al comandante la loro innocenza, al che Bligh, che agli occhi di tutti andava incontro a sicura morte, li rassicurò che non li avrebbe dimenticati.
Il Bounty non si diresse subito a Tahiti, ma cercò un'isola su cui fondare una colonia e la individuò in Tubuai; gli ammutinati si diressero quindi a Tahiti, dove imbarcarono donne e uomini indigeni per aiutarli nell'impresa di costruire un fortino, cui diedero, in onore al re del Regno Unito, il nome di Fort George.
Dopo circa due mesi, a fortino quasi ultimato, a causa di contrasti con la popolazione locale di Tubuai, decisero dopo votazione di tornare a Tahiti. Dei venticinque inglesi, sedici (tra i quali i membri dell'equipaggio che non avevano potuto imbarcarsi con Bligh) optarono per restare a Tahiti, otto di seguire Christian, che avrebbe chiesto, secondo la versione di John Adams, di essere lasciato solo alla deriva con il Bounty alla ricerca di un altro luogo dove rifugiarsi.

## L'incredibile impresa di Bligh
William Bligh e i suoi diciotto uomini potevano contare su pochi giorni di razioni, quattro sciabole da arrembaggio, una bussola e un orologio da tasca, un quadrante e un sestante rotto e inaffidabile; non disponevano di carte nautiche, ma di tavole di navigazione, indispensabili per stabilire la posizione. Con queste ridottissime risorse Bligh riuscì incredibilmente a raggiungere la colonia olandese di Timor, coprendo cioè 3 618 miglia nautiche (6 700 km) in imbarcazione aperta in quarantasette giorni, un record ancora imbattuto. Durante il tragitto solo il quartiermastro John Norton morì, ucciso da indigeni dell'isola di Tofua durante uno sbarco per procurarsi il cibo, evento dopo il quale Bligh decise di non approdare più se non in un porto civilizzato. Tuttavia molti uomini morirono una volta sbarcati a causa della dengue o nel viaggio di ritorno verso il Regno Unito. Bligh, animato da volontà di rivalsa, fu il primo a tornare in Europa con la notizia dell'ammutinamento, lasciando al pilota Fryer il compito di organizzare le cure e il ritorno degli altri, a dispetto delle regole. Soltanto del nuovo medico di bordo, Ledward, nominato dopo la morte di Huggan avvenuta a Tahiti, non si conosce la sorte; fu imbarcato per tornare nel Regno Unito su una nave olandese andata dispersa.
Bligh raggiunse il Regno Unito, dove venne aperta un'inchiesta sull'accaduto; assolto dalla corte marziale, continuò la sua fortunata carriera navale (tra l'altro, il completamento della missione di raccolta dell'albero del pane, dal quale portò in Europa la Blighia che da allora porta il suo nome; inoltre comanderà una nave di linea alla battaglia di Copenaghen e alla battaglia di Camperdown) carriera ostacolata solo dal suo temperamento poco tollerante. Fu in seguito nominato governatore del Nuovo Galles del Sud, dove dovette subire una nuova ribellione, la cosiddetta Rum Rebellion. Nonostante ciò, prima di ritirarsi, raggiunse il grado di viceammiraglio.

## La spedizione di Edwards

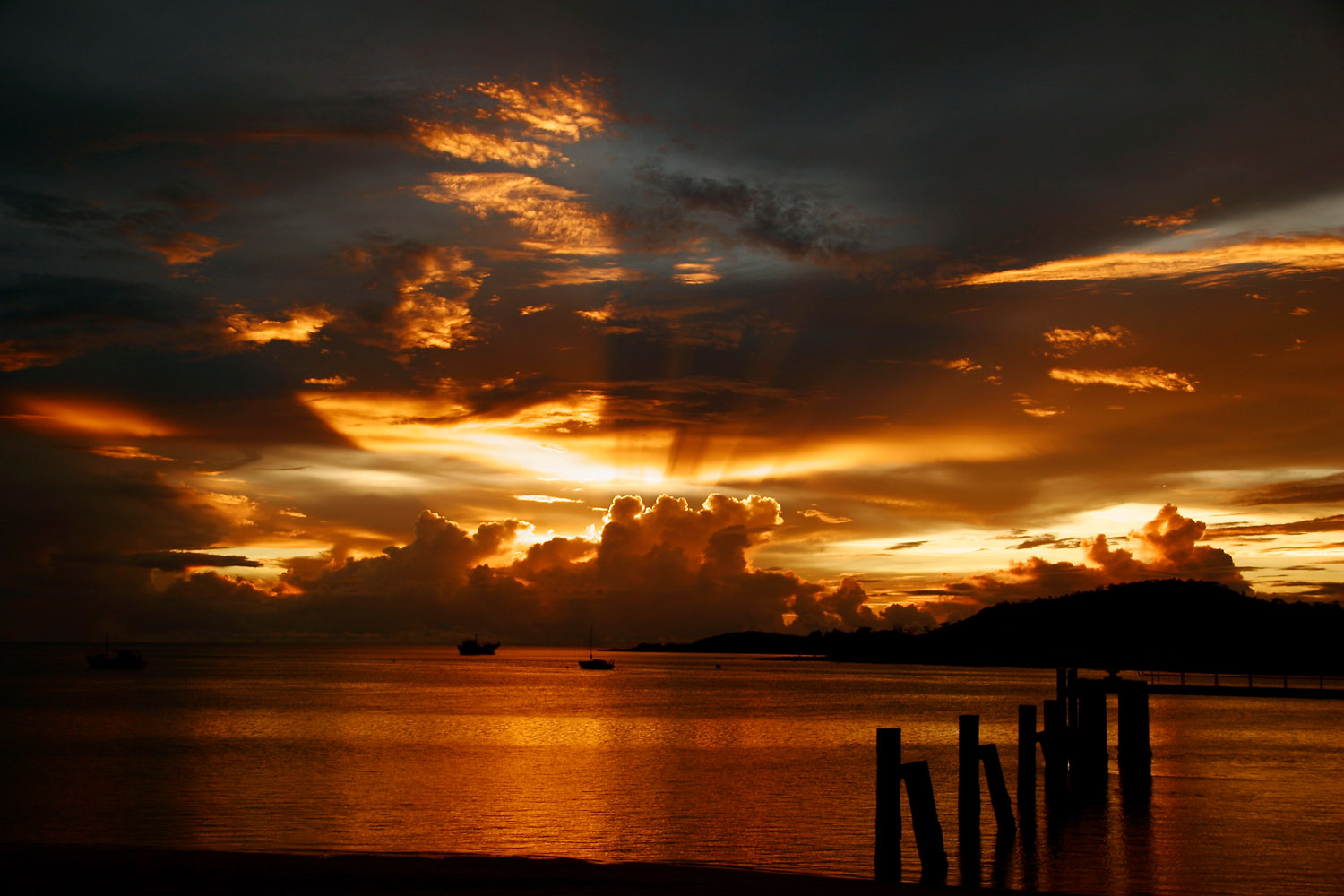
Tramonto sullo Stretto di Torres

L'HMS Pandora, sotto il comando del capitano Edward Edwards, salpò il 7 novembre 1790 per recuperare il Bounty e arrestare gli ammutinati. Giunse a Tahiti il 23 marzo 1791, dove nel frattempo due degli ammutinati erano già morti in una disputa. Uno di questi, Churchill, divenuto molto amico di un capo di un'isola vicina, alla morte di questo fu eletto capo a sua volta. Il suo amico Thompson durante una lite lo uccise e fu poi vittima della vendetta dei neo-sudditi di Churchill.
I quattro uomini che si erano dichiarati leali a Bligh, ma che erano stati costretti a restare sul Bounty, si consegnarono spontaneamente, mentre altri dieci furono catturati. Tutti, senza distinzioni, vennero rinchiusi in una piccola gabbia approntata al momento sul ponte della nave, alla quale i prigionieri affibbiarono il nomignolo di "vaso di Pandora" (Pandora's box). Durante il viaggio di ritorno la nave si incagliò sulla Grande barriera corallina mentre tentava di attraversare lo Stretto di Torres e affondò il 29 agosto 1791; quattro prigionieri morirono insieme a trentun uomini della ciurma del Pandora.
Tramite lettera al processo contro gli ammutinati Bligh identificò i marinai superstiti costretti a restare sul Bounty come innocenti e non dimostrò alcuna disponibilità ad atti di clemenza verso gli altri imputati, nonostante le ovvie pressioni affinché almeno il guardiamarina Heywood sfuggisse all'impiccagione. Peter Heywood e gli altri furono condannati, date le prove schiaccianti a loro carico, ma Heywood e Morrison furono successivamente graziati e reintegrati nella Royal Navy. Un terzo, Muspratt, scampò all'esecuzione grazie a un cavillo legale. I restanti tre marinai, John Millward, Thomas Burkett e Thomas Ellison, furono impiccati ai pennoni della HMS Brunswick a Spithead il 29 ottobre 1792.

## Sorte degli ammutinati

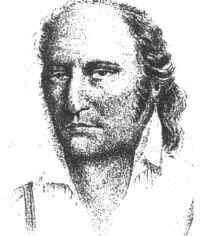
John Adams, arruolatosi con il nome di Alexander Smith, unico ammutinato ufficialmente sopravvissuto

Dopo il tentativo di stabilirsi a Tubuai gli ammutinati ritornarono a Tahiti, dove imbarcarono viveri, sei uomini (due da Tubuai), dodici donne e una bambina, partendo poi alla ricerca di un nuovo rifugio, giungendo infine all'isola di Pitcairn, un'isola scoperta da pochissimo le cui coordinate risultavano errate sulle carte di navigazione. Dopo aver dato alle fiamme il Bounty per impedire che potesse essere avvistato dalla marina del Regno Unito, gli ammutinati cercarono di fondare una nuova comunità.
Con il passare degli anni, però, sembra che i rapporti tra gli ammutinati e i polinesiani, trattati come schiavi, cominciassero a logorarsi. Nell'autunno 1791 alcuni tahitiani si ribellarono e la pace fu ristabilita solo con l'uccisione di due di loro da parte di altri tahitiani. Nel settembre 1793 vi fu una nuova ribellione dei polinesiani, probabilmente fomentata dall'ex guardiamarina Edward Young. Durante la rivolta trovò la morte la maggior parte dell'equipaggio tra i quali (pare) lo stesso Fletcher Christian, insieme a John Williams, John Mills, Isaac Martin e William Brown. Tra i pochi individui del Regno Unito rimasti in vita, John Adams, che a quel tempo usava ancora il falso nome di Alexander Smith, con cui si era imbarcato sul Bounty, con lungimiranza riuscì a riappacificare le due fazioni, compito semplificato dal fatto che tutti i polinesiani maschi erano stati uccisi.

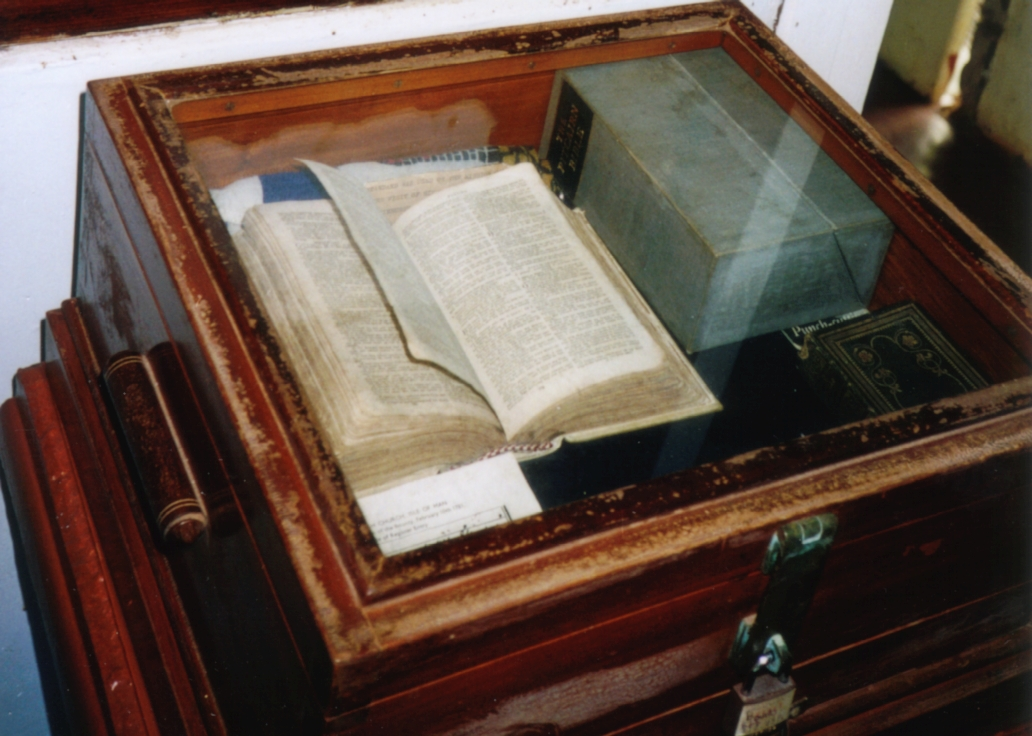
La bibbia del Bounty in mostra alla chiesa di Adamstown (isola di Pitcairn)

Seguirono alcuni anni pacifici, che terminarono quando McCoy scoprì come produrre un micidiale liquore dalle radici della locale pianta del Ti (Cordyline terminalis). Nel 1796, sotto l'influsso della sua invenzione, si gettò in mare con una pietra al collo. Qualche anno dopo la moglie di Quintal precipitò nel vuoto, mentre cercava uova d'uccello, e in breve tempo gli influssi della bevanda resero Quintal talmente farneticante che Adams e Young dovettero difendersi dai suoi attacchi con un'ascia. Young morì di asma nel 1800, lasciando John Adams come unico maschio adulto sopravvissuto. Ispirato dalla religione, Adams prese le dieci donne e i ventitré bambini sotto la propria ala protettrice e cominciò a educarli con i libri trovati sul Bounty.
Nel 1808 la nave statunitense Topaz del capitano Folger riuscì a scoprire l'isola scovando i rifugiati. La Marina del Regno Unito ignorò la notizia e nel 1814 due sue navi, la Briton e la Tagus, riscoprirono Pitcairn e la sua colonia. Il successo di Adams nell'instillare un profondo senso religioso nella comunità durante gli anni da patriarca indiscusso gli valse l'approvazione della puritana società del Regno Unito. La colonia di Pitcairn fu portata a esempio di come tramite soltanto una Bibbia e un libro di preghiere anche un fuorilegge potesse convertirsi e costruire una comunità pacifica, serena e invidiabile. Grazie a questo gli isolani di Pitcairn furono "adottati" dalla Marina del Regno Unito e, anche grazie all'aiuto offerto ad alcune navi naufragate nelle vicinanze, l'importanza di avere una colonia in mezzo al Pacifico fu riconosciuta e tutelata. Intanto alcuni marinai di passaggio decisero di fermarsi sull'isola, portando nuovo sangue e nuovi cognomi; fra essi anche alcuni avventurieri che turbarono non poco l'armonia dell'isola dopo la morte di Adams, avvenuta il 5 marzo 1829.

## Cronologia degli eventi
- 23 dicembre 1787: partenza del Bounty dal Regno Unito;
- aprile 1788: per tutto il mese tentano inutilmente di doppiare Capo Horn (Sud America);
- maggio 1788: abbandonato il tentativo di doppiare Capo Horn, fanno rotta per Capo di Buona Speranza (Sud Africa) dove arrivano il 25 maggio 1788 e vi si fermano per un mese circa;
- 1º luglio 1788: il Bounty lascia Capo di Buona Speranza;
- 26 ottobre 1788: arrivo a Tahiti;
- 4 aprile 1789: dopo poco più di 5 mesi, ripartenza da Tahiti;
- 28 aprile 1789: ammutinamento, il cap. Bligh viene abbandonato in mare;
- 14 giugno 1789: il cap. Bligh arriva in un porto coloniale olandese al nord dell'Australia;
- 16 ottobre 1789: Bligh parte per il Regno Unito;
- 14 marzo 1790: Bligh arriva nel Regno Unito e denuncia quanto accaduto;
- 7 novembre 1790: parte la "spedizione punitiva" del cap. Edwards;
- 23 marzo 1791: Edwards arriva a Tahiti e cattura gli ammutinati;
- 8 maggio 1791: Edwards riparte da Tahiti per tornare nel Regno Unito;
- 29 agosto 1791: la nave di Edwards fa naufragio fra Australia e Papua Nuova Guinea;
- 5 aprile 1792: Edwards e i superstiti trovano un "passaggio" e ripartono per il Regno Unito;
- 19 giugno 1792: arrivano nel Regno Unito;
- 12 settembre 1792: si apre il processo;
- 29 ottobre 1792: tre marinai vengono impiccati.

## Filmografia
- La tragedia del Bounty (1935) regia di Frank Lloyd, interpreti: Charles Laughton; Clark Gable; Franchot Tone.
- Gli ammutinati del Bounty (1962) regia di Lewis Milestone, interpreti: Marlon Brando; Richard Harris; Trevor Howard
- Il Bounty (1984) regia di Roger Donaldson, interpreti: Anthony Hopkins; Mel Gibson; Daniel Day-Lewis; Liam Neeson; Bernard Hill.

### Parodie
- La nave maledetta (Mutiny on the Bunny) – cartone animato diretto da Friz Freleng (1950)
- I Simpson, stagione 17 episodio 18: nella seconda storia all'interno dell'episodio c'è la parodia del Bounty.